# Informacijska družba (konferenca)
Informacijska družba je letna mednarodna znanstvena konferenca, kjer strokovnjaki iz Slovenije in tujine obravnavajo teme s področij umetne inteligence, jezikovnih tehnologij, evolucijskih algoritmov, kognitivnih znanosti, demografije in izobraževanja. Odvija se na Institutu "Jožef Stefan". Na konferenci vsako leto prisostvuje preko 400 udeležencev.
Na konferenci podelijo nagrado Michie-Turing za življenjsko delo na področju slovenske informacijske družbe, informacijsko jagodo in informacijsko limono.